# شهرام کاشانی
شهرام شهبال (۱۶ تیر ۱۳۵۰ – ۶ مرداد ۱۴۰۰) که با نام‌ شهرام کاشانی و نام هنری شهرام کِی (K) شناخته می‌شد، خواننده و آهنگساز پاپ ایرانی بود. او در تهران متولد شد اما در نوجوانی از ایران رفت و سالها در ایالات متحده آمریکا به خوانندگی مشغول بود.

## زندگی‌نامه
شهرام شهبال معروف به شهرام کاشانی در ۱۶ تیر 1353 در تهران به دنیا آمد. وی در دوران نوجوانی ایران را ترک کرد. چند سال را در کشور ترکیه زندگی کرد که به گفته خودش به زبان ترکی استانبولی مسلط بود. وی در ۱۸ سالگی، فعالیت خوانندگی را در ایالات متحده آمریکا آغاز نمود؛ همچنین مدت سه سال را در دُبی سپری کرده و پس از آن در شهر لس آنجلس سکونت یافت.
شهرام کاشانی در مصاحبه‌ای اعلام کرد که اردبیلی است و در جواب شایعات پاسخ داد که شوهر سابق گوگوش (محمود قربانی) در برهه‌ای با مادر وی ازدواج کرده‌است، ولی پدر بیولوژیک او نیست. نام پدر اصلی وی، فرخ شهبال می‌باشد که هم‌اکنون با دو فرزند دیگر خود در کانادا زندگی می‌کند.

## بیماری و درگذشت
شهرام کاشانی مدت‌ها به بیماری کبد مبتلا شده بود. این بیماری ناشی از زیاده‌روی وی در مصرف مشروبات الکلی بوده‌است. شهرام کاشانی در این مورد به مجله جوانان گفته بود: 
قصه دردسرهای من شاید از ده سال پیش شروع شد که به هر مجلسی می‌رفتم، بساط مشروب برپا بود، من به‌مرور به کبدم صدمه زدم، سه سال و نیم پیش که من به دبی نقل مکان کردم، افراط در مشروبخواری به من صدمه زد.

شهرام کاشانی در اواخر تیر ۱۴۰۰ به دلیل ورم کبد در بیمارستان آجی بادام در ترکیه بستری شد. در طی این دوره، او به ویروس کرونا مبتلا شد و کرونا قلب کاشانی را هم درگیر کرد و مدتی را هم در کما به سر برد. سرانجام او در ۶ مرداد ۱۴۰۰ در اثر عوارض ناشی از بیماری کبدی و ابتلا به ویروس کرونا در سن ۵۰ سالگی در بیمارستان آجی بادام واقع در استانبول ترکیه درگذشت. پیکر او پس از هفت روز به سفارت ایالات متحده آمریکا تحویل داده شد و سر انجام در قبرستان ولی اوکس در نزدیکی مزار جهان قشقایی و ویگن و طوفان به خاک سپرده شد. در مراسم خاکسپاری وی افرادی همچون شهبال شب‌پره حضور داشتند و همچنین وارطان آوانسیان از بنیان گزاران شرکت ترانه و علیرضا امیرقاسمی به سخنرانی درمورد شهرام پرداختند. مراسم خاکسپاری با ترانهٔ «خجالت نکش» ساختهٔ اشکان آزاد و ترانهٔ شیوا راد شروع شد که از کارهای مورد علاقهٔ او بود و ۲ قطعهٔ دیگر به‌نام‌ های «داری میری» و «گریه‌ام میگیره» با آهنگسازی و تنظیم اشکان آزاد و ترانه شیوا راد هم بود که با فوت ایشان برای همیشه نیمه تمام ماند. همچنین قطعه «صحنه‌سازی» از آخرین آهنگ‌های او در مراسم خاکسپاری اجرا شدعلی حسین‌زاده، آهنگساز و ترانه‌سرای این قطعه در گفتگو با رادیوی لس آنجلس در مورد این اثر گفته بود:
این اثر از روی حقایق زندگی شهرام نوشته شده‌است و کار جدیدی نیست شهرام برای ضبط این قطعه ۲ بار به استودیو رفت چون به من می‌گفت فکر می‌کنم حسم واقعی نیست.

## ترانه‌شناسی

### آلبوم‌ها
| ردیف | نام آلبوم                   | تعداد آهنگ‌ها | تاریخ انتشار | ناشر                                  |
| ---- | --------------------------- | ------------ | ------------ | ------------------------------------- |
| ۱    | کیوان (K One)               | ۶            | ۱۹۹۱         | پارس ویدئو (کاست) کلتکس رکوردز (سی‌دی) |
| ۲    | عطش                         | ۸            | ۱۹۹۴         | کلتکس رکوردز                          |
| ۳    | هوس                         | ۷            | ۱۹۹۶         | کلتکس رکوردز                          |
| ۴    | دوستان (Friends)            | ۸            | ۱۹۹۸         | کلتکس رکوردز                          |
| ۵    | رنگ عشق (The Color Of Love) | ۸            | ۲۰۰۰         | ترانه                                 |
| ۶    | نگو (Don't Tell)            | ۸            | ۲۰۰۳         | ترانه                                 |
| ۷    | خوشحالم                     | ۸            | ۲۰۰۵         | ترانه                                 |
| ۸    | بازی تمومه (Game Over)      | ۸            | ۲۰۰۶         | ترانه                                 |

#### کی‌وان (۱۹۹۱/۱۳۷۰)
| نام ترانه      | ترانه‌سرا          | آهنگ‌ساز                       | تنظیم‌کننده     |
| -------------- | ----------------- | ----------------------------- | -------------- |
| نگاه تو        | فریدون علیخانی    | شهرام کاشانی                  | آندرانیک       |
| همنفس          | فریدون علیخانی    | شهرام کاشانی                  | باب پار        |
| دختر شهر قصه   | همایون هوشیارنژاد | شهبال                         | شهبال          |
| نکنه           | فریدون علیخانی    | شهرام کاشانی و فریدون علیخانی | منوچهر چشم‌آذر  |
| از تو چه پنهون | ژاکلین            | ژاکلین                        | آرمن آهارونیان |
| بازی عشق       | ژاکلین            | ژاکلین                        | آرمن آهارونیان |

#### عطش (۱۹۹۴/۱۳۷۳)
| نام ترانه              | ترانه‌سرا        | آهنگ‌ساز          | تنظیم‌کننده      |
| ---------------------- | --------------- | ---------------- | --------------- |
| بگو تو بگو             | میلاد صالح‌پور   | میلاد صالح‌پور    | شوبرت آواکیان   |
| نامه                   | مهداد زند کریمی | مهداد زند کریمی  | مهداد زند کریمی |
| بی‌وفا                  | میلاد صالح‌پور   | میلاد صالح‌پور    | شوبرت آواکیان   |
| حسود                   | جهانبخش پازوکی  | جهانبخش پازوکی   | دیوید بتسامو    |
| خاطرخواه (بازخوانی)    | شهرزاد          | انوشیروان روحانی | شوبرت آواکیان   |
| نپرس                   | ژاکلین          | فرزین فرهادی     | فرزین فرهادی    |
| پرسون پرسون (بازخوانی) | اصغر واقدی      | ناصر زرآبادی     | مهداد زند کریمی |
| تو می‌مونی              | ژاکلین          | شهرام کاشانی     | فرزین فرهادی    |

#### هوس (۱۹۹۶/۱۳۷۵)
| نام ترانه             | ترانه‌سرا        | آهنگ‌ساز                   | تنظیم‌کننده     |
| --------------------- | --------------- | ------------------------- | -------------- |
| هوس                   | کامران دلان     | کامران دلان               | شوبرت آواکیان  |
| مگه من                | میلاد صالح‌پور   | میلاد صالح‌پور             | کاوه حقیقی     |
| من با تو              | پاکسیما زکی‌پور  | شهرام کاشانی و فرهاد مرفه | فرهاد مرفه     |
| دل بوالهوس (بازخوانی) | ایرج جنتی عطایی | بابک بیات                 | آرا هایراپتیان |
| دختر پسر ایرونی       | پاکسیما زکی‌پور  | شهرام کاشانی و فرهاد مرفه | فرهاد مرفه     |
| نرو                   | پاکسیما زکی‌پور  | شهرام کاشانی و فرهاد مرفه | فرهاد مرفه     |
| نامه                  | کامران دلان     | کامران دلان               | شوبرت آواکیان  |

#### دوستان (۱۹۹۸/۱۳۷۷)
| نام ترانه    | ترانه‌سرا        | آهنگ‌ساز         | تنظیم‌کننده      |
| ------------ | --------------- | --------------- | --------------- |
| عشقه         | پروانه سالم     | شهرام کاشانی    | شوبرت آواکیان   |
| ابرو کمون    | هما میرافشار    | محمد مقدم       | محمد مقدم       |
| برگرد        | پاکسیما زکی‌پور  | شهرام کاشانی    | شوبرت آواکیان   |
| پریشون       | مهداد زند کریمی | مهداد زند کریمی | مهداد زند کریمی |
| روز و روزگار | مهداد زند کریمی | مهداد زند کریمی | مهداد زند کریمی |
| لج نکن       | میلاد صالح‌پور   | میلاد صالح‌پور   | شوبرت آواکیان   |
| رفتی رفتی    | پاکسیما زکی‌پور  | شهرام کاشانی    | دیوید بتسامو    |
| تنهام        | کامران دلان     | کامران دلان     | دیوید بتسامو    |

#### رنگ عشق (۲۰۰۰/۱۳۷۹)
| نام ترانه  | ترانه‌سرا       | آهنگ‌ساز                  | تنظیم‌کننده    |
| ---------- | -------------- | ------------------------ | ------------- |
| یادم نمیره | پاکسیما زکی‌پور | شهرام کاشانی             | شوبرت آواکیان |
| دختر بندری | هاتف           | هاتف                     | شوبرت آواکیان |
| فریاد      | پاکسیما زکی‌پور | فرد میرزا و شهرام کاشانی | فرد میرزا     |
| ستاره      | هاتف           | هاتف                     | شوبرت آواکیان |
| فاصله      | پاکسیما زکی‌پور | شهرام کاشانی             | شوبرت آواکیان |
| دیگه بسه   | پاکسیما زکی‌پور | شهرام کاشانی             | دیوید بتسامو  |
| باور ندارم | پاکسیما زکی‌پور | فرد میرزا                | فرد میرزا     |
| بن‌بست      | سعید محمدی     | سعید محمدی               | شوبرت آواکیان |

#### به کسی نگو (۲۰۰۳/۱۳۸۲)
| نام ترانه | ترانه‌سرا       | آهنگ‌ساز        | تنظیم‌کننده    |
| --------- | -------------- | -------------- | ------------- |
| نازی جون  | بهبود          | افغانی         | شوبرت آواکیان |
| دیگه دیره | فریبرز حاجی‌نبی | فریبرز حاجی‌نبی | شوبرت آواکیان |
| نرو نرو   | فریبرز حاجی‌نبی | فریبرز حاجی‌نبی | شوبرت آواکیان |
| ای یار    | فریبرز حاجی‌نبی | فریبرز حاجی‌نبی | شوبرت آواکیان |
| آفتاب     | فریبرز حاجی‌نبی | فریبرز حاجی‌نبی | شوبرت آواکیان |
| حرف       | فریبرز حاجی‌نبی | فریبرز حاجی‌نبی | شوبرت آواکیان |
| برو دیگه  | فریبرز حاجی‌نبی | فریبرز حاجی‌نبی | شوبرت آواکیان |
| Rain      | خوزه فلیسیانو  | خوزه فلیسیانو  | شوبرت آواکیان |

#### خوشحالم (۲۰۰۵/۱۳۸۴)
| نام ترانه      | ترانه‌سرا                 | آهنگ‌ساز                  | تنظیم‌کننده    |
| -------------- | ------------------------ | ------------------------ | ------------- |
| گریتو در میارم | شهرام فرشید              | شهرام فرشید              | شوبرت آواکیان |
| دروغه          | ترانه مکرم               | مهدی زنگنه               | شوبرت آواکیان |
| همه میگن       | فرشید وحدت و شهرام فرشید | فرشید وحدت و شهرام فرشید | شوبرت آواکیان |
| خوشحالم        | شهرام فرشید              | شهرام فرشید              | شوبرت آواکیان |
| آلاله          | فریبرز حاجی‌نبی           | فریبرز حاجی‌نبی           | شوبرت آواکیان |
| پات وایمیستم   | شهرام فرشید              | شهرام فرشید              | شوبرت آواکیان |
| سرنوشت         | فریبرز روشن‌فکر           | شهرام فرشید              | شوبرت آواکیان |
| قهر و آشتی     | مهدیه عرب                | شهرام فرشید              | شوبرت آواکیان |

#### بازی تمومه (۲۰۰۶/۱۳۸۵)
| نام ترانه        | ترانه‌سرا    | آهنگ‌ساز     | تنظیم‌کننده |
| ---------------- | ----------- | ----------- | ---------- |
| التماس           | شهرام فرشید | شهرام فرشید | اندی جی    |
| دیوونم کردی      | شهرام فرشید | شهرام فرشید | اندی جی    |
| گل یخ            | شهرام فرشید | شهرام فرشید | اندی جی    |
| تو کی هستی؟      | شهرام فرشید | شهرام فرشید | اندی جی    |
| بازی تمومه       | شهرام فرشید | شهرام فرشید | اندی جی    |
| از تو نمیشه گذشت | شهرام فرشید | شهرام فرشید | اندی جی    |
| یه ماچ بده       | شهرام فرشید | شهرام فرشید | اندی جی    |
| عشق به من نیومده | شهرام فرشید | شهرام فرشید | اندی جی    |

### تک‌آهنگ‌ها
| نام ترانه                    | ترانه‌سرا                   | آهنگساز                     | تنظیم‌کننده               | انتشار                                                   |
| ---------------------------- | -------------------------- | --------------------------- | ------------------------ | -------------------------------------------------------- |
| مادر                         | ریموند شاه‌نظریان           | شهرام کاشانی                | شوبرت آواکیان            |                                                          |
| ایران ایران (با عارف)        |                            | شهرام کاشانی                |                          | ۱۳۸۵ ۲۰۰۶                                                |
| عیدی (با ستار، مرتضی و شیلا) | امین بامشاد                | شهرام کاشانی و پوریا نیاکان | پوریا نیاکان             | ۱۳۸۶ ۲۰۰۷                                                |
| اکسیژن (با شهرام فرشید)      | شهرام فرشید                | شهرام فرشید                 | شهرام فرشید              | ۱۳۸۶ ۲۰۰۷                                                |
| آذر                          | هاتف                       | هاتف                        | پوریا نیاکان             | ۱۳۸۷ ۲۰۰۸                                                |
| برام کمی (با بهبود)          | بهبود                      | سعید شایسته                 | فرهاد زند و فرهاد اربابی | ۱۳۸۷ ۲۰۰۸                                                |
| خانومی                       |                            |                             |                          | ۱۳۸۹ ۲۰۱۰                                                |
| هوایی                        | شهرام فرشید                | شهرام فرشید                 | پوریا نیاکان             | ۱۳۸۹ ۲۰۱۱                                                |
| خیلی وقته                    | علی حسین‌زاده و شهرام فرشید | علی حسین‌زاده و شهرام فرشید  | پوریا نیاکان             | ۱۳۹۰ ۲۰۱۱                                                |
| باشی نباشی                   | امین بامشاد                | امین بامشاد                 | پوریا نیاکان             | ۱۳۹۰ ۲۰۱۱                                                |
| تو باید برگردی               | مریم ذاکری                 | فتاح فتحی                   | شوبرت آواکیان            | ۱۳۹۲ ۲۰۱۳                                                |
| حس خوبی                      | امین بامشاد                | شهرام کاشانی                | شوبرت آواکیان            | ۱۳۹۲ ۲۰۱۳                                                |
| طرز نگاهت                    | نلی                        | ارمیا نیک                   | ارمیا نیک                | ۱۳۹۳ ۲۰۱۴                                                |
| حواسم هست                    | هومن کمال‌زارع              | یاسر محمودی                 | یاسر محمودی              | ۱۳۹۴ ۲۰۱۵                                                |
| برو برو                      | محمد امید                  | محمد امید                   | محمد امید                | ۱۳۹۴ ۲۰۱۶                                                |
| یه لحظه                      | نیما ابراهیمی              | نیما ابراهیمی               | ارژنگ تفقدی              | ۱۳۹۵ ۲۰۱۶                                                |
| دار و ندارم                  | فرزام فیض                  | فرزام فیض                   | محمد امید                | ۱۳۹۵ ۲۰۱۷                                                |
| بگو عشقم                     | نوید غیاثی                 | سعید جرا                    | سعید جرا                 | ۱۳۹۶ ۲۰۱۷                                                |
| یاسی                         | فرزام فیض                  | فرزام فیض                   | محمد امید                | ۱۳۹۶ ۲۰۱۷                                                |
| نگی نگفتما                   | مریم اسدی                  | میلاد باران                 | میلاد بهشتی              | ۱۳۹۷ ۲۰۱۸                                                |
| حاشیه                        | دانش عسکری                 | دانش عسکری                  | محمد امید                | ۱۳۹۷ ۲۰۱۸                                                |
| خجالت نکش                    | شیوا راد                   | اشکان آزاد                  | اشکان آزاد               | ۱۳۹۷ ۲۰۱۸                                                |
| بی‌کاری                       |                            |                             |                          | ۱۳۹۷ ۲۰۱۹                                                |
| صحنه سازی                    | علی حسین‌زاده               | علی حسین‌زاده                | علی حسین‌زاده             | ۲۹ مرداد ۱۴۰۰ (اولین اجرا در مکان خاکسپاری شهرام کاشانی) |

## موسیقی فیلم
| نام فیلم | نام ترانه  | کارگردان    | سال انتشار | توضیحات                                            |
| -------- | ---------- | ----------- | ---------- | -------------------------------------------------- |
| شرایط    | دختر بندری | مریم کشاورز | ۲۰۱۱       | این فیلم ۱۵ جایزه از آمریکا، رم و سوئد کسب کرده‌است |